# Szegénylegények
Szegénylegények és una pel·lícula hongaresa del 1965 dirigida per Miklós Jancsó. El film -el tercer del director hongarès- va gaudir d'una molt bona acollida al seu país d'origen i a més va atorgar a Jancsó un primer ressò internacional després d'haver destacat ja amb la prometedora Így jöttem el 1964.

## Argument
Sufocada la Revolució de 1848 contra l'autoritat dels Habsburg a Hongria, diferents camps de presoners són aixecats per retenir els sospitosos d'haver recolzat el revolucionari Lajos Kossuth.
Aproximadament 20 anys després, es creu que un camp de presoners manté internats al seu interior alguns membres de la guerrilla de Sándor Rózsa -darrer grup d'insurgents hereu de la causa de Kossuth. Els soldats austríacs que custodien la presó sotmeten els presoners a diverses tortures psíquiques i físiques per tal d'identificar els rebels en qüestió i descobrir si el mateix Sándor es troba present entre els reclusos.
Quan el guerriller János Gajdar logra ser identificat pels soldats és obligat, com a única via per salvar la vida, a delatar un company encara que hagi matat més persones que ell. Comença així un joc de tortura psicològica que es cobra com a primera víctima a Gajdar, assassinat durant la nit per altres guerrillers que no perdonen la seva traïció. Els sentinelles disposen aviat dels sospitosos del crim i continua així un joc farcit de trampes i pressions psicològiques amb el qual la fortalesa mental dels reclusos és posada a prova.
Una noia que ha sigut identificada com a esposa d'un dels insurgents esdevé també víctima de la persistent dèria d'identificar els guerrillers de Sándor entre els reclusos i perd la vida després d'haver sigut humiliada públicament, fuetejada nua fins a la mort. Alguns reclusos es suïciden davant de l'ignominiós espectacle, precipitant-se des del terrat.
Provada la dura resistència dels rebels, que segueixen sense identificar, els sentinelles semblen voler aprofitar les qualitats militars dels guerrillers i els ofereixen l'oportunitat de formar una subunitat de l'exèrcit. La nova unitat celebra amb alegria l'anunci reial de l'amnistia de Sándor, el qual finalment no es trobava entre els reclusos. L'eufòria, això no obstant, es talla en sec quan són informats que l'amnistia no inclou els guerrillers que havien combatut sota les seves ordres, els quals han de ser executats.

## L'estil del cinema de Jancsó
Szegénylegények no és el millor exemple dels trets característics del cinema de Jancsó, que es manifestarien d'una manera més evident en les seves següents pel·lícules. Això no obstant, es pot ja apreciar l'harmònic i acurat moviment de la càmera, que encara adquiriria un estil més fluid i depurat en el seu posterior cinema. Tampoc en Szegénylegények les preses són especialment llargues, una insígnia de l'estil del director hongarès, però en canvi sí que ja es pot apreciar l'escenari favorit de Jancsó per ubicar les seves històries: el pla i obert paisatge de l'estepa hongaresa.
La pel·lícula compta amb escassos i curts diàlegs que a penes deixen entreveure les emocions i la psicologia dels protagonistes. Aquest és també un tret identitari del cinema de Jancsó, al qual li agrada ubicar els personatges en conflictives situacions que són presentades al públic d'una manera inopinada i distant, sense prendre partit ni implicar-se en el conflicte, sense simpatitzar amb cap dels dos bàndols: els uns són matats i els altres maten, tan fàcil com això; l'acció es desenvolupa en unes escenes presentades d'una manera formal i objectiva, contemplativa, on les morts formen part d'una abstracció general pròpia del cinema de Jancsó on és l'espectador mateix qui és requerit de formar-se la seva pròpia opinió.

## Acollida i repercussió de la pel·lícula
La pel·lícula va comptar amb una molt bona acollida a Hongria, on va ser vista per més d'un milió de persones en un país amb aproximadament deu milions d'habitants.
Szegénylegények va ser la primera pel·lícula de Jancsó que va aconseguir despertar un interès més enllà de les fronteres d'Hongria. La pel·lícula va ser presentada al Festival de Canes de 1966, un certàmen en el qual el director hongarès mai s'ha endut cap premi malgrat haver-hi estat representat un total de cinc vegades.
Els mètodes violents i dictatorials descrits a la pel·lícula van ser interpretats per l'audiència local com una al·legoria de la repressió de la revolució hongaresa de 1956 contra la Unió Soviètica. Per aquest motiu, abans que Jancsó pogués presentar el seu film a Canes va ser obligat a fer una declaració en la qual afirmava que la pel·lícula no tenia res a veure amb els esdeveniments recents d'Hongria. Més tard, això no obstant, Jancsó va afirmar que “tothom sabia que no era cert”, en referència a la seva obligada declaració.
La pel·lícula va ser inclosa a la llista The Century of Films del crític de cinema britànic Derek Malcom, que recull un centenar de pel·lícules del s. XX considerades les millors pel crític.

## Repartiment
- János Görbe - János Gajdar
- Zoltán Latinovits - Imre Veszelka
- Tibor Molnár - Kabai
- Gábor Agárdi - Torma
- András Kozák - Ifj. Kabai
- Béla Barsi - Foglár
- József Madaras - Magyardolmányos
- János Koltai - Béla Varju
- István Avar - Vallató I
- Lajos Öze - Vallató II